# İshak Sükûti
İshak Sükûti (1868 - Sanremo, 1903) fou un militar i polític otomà, d'ètnia kurda. Va estudiar a l'escola militar i el 1889 fou el fundador del Comitè Secret que posteriorment va esdevenir el Comité Unió i Progrés. El 1895 fou enviat a l'exili a  Rodes, però va fugir cap a França i després (1897) va dirigir una publicació del Comité, anomenada Osmali, fins al 1899. Va morir a Londres el 1903.